# Yair Golan
Yair Golan (en hebreo: יאיר גולן‎; Rishon LeZion, 14 de mayo de 1962) es un militar retirado y político israelí que ejerce como primer presidente del partido Los Demócratas desde 2024. 
Miembro de la Knéset desde 2019, fue presidente del Partido Laborista Israelí desde principios de 2024 hasta la formación del partido actual. Procede del servicio militar, donde llegó a ser jefe adjunto del Estado Mayor de las Fuerzas de Defensa de Israel, y antes, el jefe de los mandos del Frente Interno y Norte. Fue sucedido por Aviv Kochavi como jefe adjunto del Estado Mayor en noviembre de 2016.

## Servicio militar

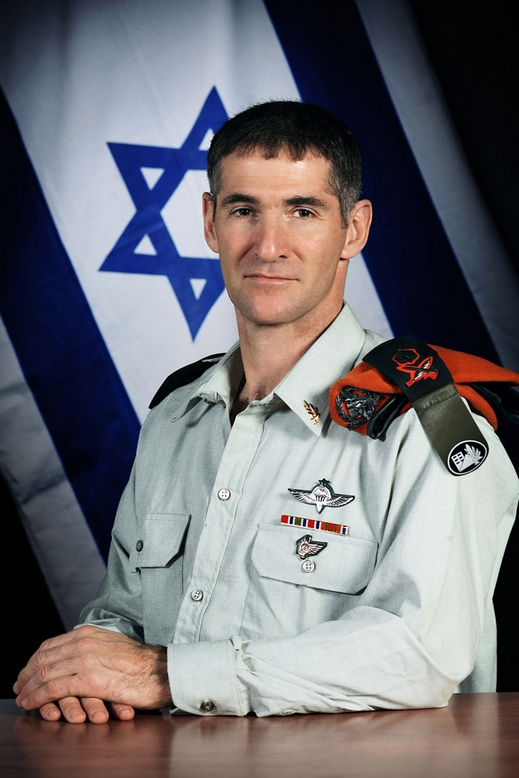
Golan como jefe adjunto del Estado Mayor (2008-2011).

Golan fue reclutado en las FDI en 1980. Ingresó como voluntario en la Brigada de Paracaidistas. Posteriormente sirvió como soldado y líder de escuadrón y combatió en la Guerra del Líbano de 1982. Después de completar la Escuela de Candidatos a Oficiales, se convirtió en oficial de Infantería y regresó a la Brigada de Paracaidistas como líder de pelotón. Golan sirvió como comandante de la compañía antitanque de la brigada y dirigió el 890.º Batallón de Paracaidistas en operaciones de contraguerrilla en el conflicto del sur del Líbano y en la Primera Intifada.
En 1993 se desempeñó como comandante de Batallón en la Escuela de Oficiales de las FDI y luego se desempeñó como oficial de la Rama de Operaciones de la División de Judea y Samaria. Entre los años 1996-1997 comandó la brigada oriental de la Unidad de Enlace del Líbano y luego se desempeñó como comandante de la sección de Operaciones. Durante la Segunda Intifada, Golan comandó la Brigada de Infantería Nahal. Después comandó la 91.ª División y la División de Judea y Samaria.
En los años 2008-2011 Golan se desempeñó como comandante del Comando del Frente Interno, que dirigió a través de la Operación Plomo Fundido. En julio de 2011 se desempeñó como Comandante del Comando Norte de Israel y, entre diciembre de 2014 y mayo de 2017, como subjefe de Estado Mayor, donde fue reemplazado por el Aluf Aviv Kochavi.
El 7 de octubre de 2023, día del ataque de Hamás contra Israel, Golan llegó como civil a la sede del distrito sur del Comando del Frente Interior y solicitó a su comandante, Rafi Milo, que se reincorporara. Recibió un arma y llegó en su vehículo privado a la zona fronteriza con la Franja de Gaza, donde rescató a numerosos supervivientes atrapados en la zona de la masacre del festival de música de Reim, utilizando la ubicación de sus teléfonos. Una de las personas que rescató fue el hijo del periodista de Haaretz, Nir Gontarz. Describió lo que vio como escenas muy difíciles y afirmó que la batalla de ese día fue la peor derrota del Estado de Israel jamás sufrida en su historia.

## Condecoraciones
|  |  |  |  |

| Guerra del Líbano de 1982 | Guerra del Líbano de 2006 | Conflicto del sur del Líbano (1985-2000) | Conflicto entre la Franja de Gaza e Israel de 2014 |

## Carrera política
El 26 de junio de 2019, Ehud Barak anunció que Golan se uniría a él para formar un nuevo partido con la intención de desafiar a Netanyahu en las elecciones parlamentarias de Israel de septiembre de 2019. posteriormente se unió a la alianza de la Unión Democrática para competir en las elecciones de septiembre.
Reactivó el partido Elección Democrática en enero de 2020, convirtiéndose en su líder y uniéndose nuevamente a la Unión Democrática antes de las Elecciones parlamentarias de Israel de 2020. Luego representó a Meretz.
El 6 de julio de 2022 anunció su candidatura a la jefatura del partido Meretz de cara a las elecciones para las elecciones parlamentarias de Israel de 2022. Perdió ante Zehava Gal-On, pero fue elegido cuarto en las elecciones de lista y quedó en quinto lugar. Representó a Meretz en la Knéset hasta que el partido no logró superar el umbral electoral en las elecciones legislativas de 2022.
El 26 de febrero de 2024, anunció su disposición a participar en las elecciones primarias laboristas del 28 de mayo. Afirmó que su misión será «liderar el Partido Laborista y conducir a la unificación del campo liberal-democrático». El 28 de mayo de 2024, ganó las elecciones primarias del Partido Laborista con el 95% de los votos.
El 30 de junio de 2024, el Partido Laborista y Meretz anunciaron un acuerdo para formar un nuevo partido, Los Demócratas. El acuerdo, que designa a Golán como líder del nuevo partido, fue aprobado por los congresos de ambos partidos el 12 de julio de 2024.

## Controversias

### Discurso del Día del Holocausto
Golan pronunció un discurso el Día del Holocausto en 2016 en el que algunos dicen que establece un paralelo entre Europa en general y Alemania en particular en la década de 1930 y el Israel actual, al decir: "Si hay algo que da miedo al recordar el Holocausto, es notar procesos horribles que se desarrollaron en Europa, particularmente en Alemania, hace 70, 80 y 90 años, y encontrar restos de eso aquí (en Israel) entre nosotros en el año 2016". Dijo que a veces los soldados israelíes eran duros al tratar con los palestinos, y destacó el ejemplo del juicio del sargento Elor Azaria por un tiroteo en Hebrón como evidencia de que las FDI se investigan a sí mismas y tienen altos estándares morales. Sus comentarios generaron importantes críticas en las redes sociales, con usuarios de Twitter acusando a Golan de «olvidar las lecciones del Holocausto».
El primer ministro israelí, Benjamín Netanyahu, calificó los comentarios de «escandalosos» y dijo que «hacen una injusticia con la sociedad israelí y crean desprecio por el Holocausto». La ministra de Cultura, Miri Regev, pidió su renuncia, mientras que el líder de la oposición, Isaac Herzog, elogió a Golan por exhibir «moralidad y responsabilidad».
Más tarde, Golan se retractó y dijo que no tenía la intención de comparar a Israel con la Alemania nazi, y emitió un comunicado en el que dijo: «Es una comparación absurda e infundada y no tenía intención alguna de establecer ningún tipo de paralelismo o de criticar el liderazgo nacional. Las FDI son un ejército moral que respeta las reglas de enfrentamiento y protege la dignidad humana».

### Incidente de Homesh
Homesh fue un asentamiento israelí que fue desalojado en el plan de desconexión de 2005, pero desde entonces ha sufrido constantes intentos ilegales de reasentamiento y es una fuente de protestas y violencia en Cisjordania. El 16 de diciembre de 2021, Yehudah Dimentman, residente del asentamiento cercano, Shavei Shomron, que era estudiante en la yeshivá del puesto de avanzada de Homesh, fue asesinado por un tirador palestino. En respuesta al ataque, los colonos de Homesh atacaron a un hombre de la aldea de Burqa, dañaron casas y profanaron tumbas. Golan dijo: «Quienes vienen a asentarse allí, se amotinan con burka, destruyen lápidas y cometen un pogromo. ¿Acaso profanamos las lápidas? Estas no son personas, son infrahumanos, gente despreciable, la corrupción del pueblo judío». El uso de la frase «subhumano» provocó muchas críticas, y Golan dijo que fue una expresión desafortunada». En 2023, como respuesta a la masacre de Huwara, Golan escribió en Twitter: Se enojaban conmigo cuando decía que esta gente era infrahumana. Hoy están enojados porque no dije más».

### Uso de palestinos como escudos humanos
El 18 de octubre de 2007, el jefe del Estado Mayor de las FDI inició un procedimiento disciplinario contra el entonces general de brigada (Tat Aluf) Yair Golan, tras una investigación de la Policía Militar sobre varios casos en los que Golan utilizó el procedimiento de «advertencia previa», que permitía a los soldados de las FDI usar a un familiar o vecino de una persona buscada y obligarlo a entrar en su domicilio para pedirle que se entregara. Este procedimiento fue ilegalizado por el Tribunal Supremo en 2006, decisión que también fue adoptada por las FDI.

### Condena de la guerra en Gaza
En una entrevista en la emisora pública israelí, Kan, el 20 de mayo de 2025, Golan declaró, respecto a la guerra de Gaza, que:

Israel va camino de convertirse en un Estado paria, como la antigua Sudáfrica, si no se comporta como un Estado sensato. Un Estado sensato no libra guerras contra civiles, no mata bebés por afición ni se propone deportar a una población. Estas cosas son simplemente impactantes, y no puede ser que nosotros, el pueblo judío, que hemos sido objeto de persecución, pogromos y actos de aniquilación a lo largo de toda nuestra historia, y que hemos servido a lo largo de la historia como un símbolo de la moral humana y judía, seamos quienes estemos tomando medidas simplemente inaceptables.

El primer ministro Netanyahu respondió que el comentario constituía una «incitación indignante contra nuestros heroicos soldados y contra el Estado de Israel». El ex primer ministro Ehud Barak calificó a Golan de «un hombre valiente y directo» al condenar la gestión de la guerra por parte del gobierno israelí.
Golan dijo en una declaración adicional:

Dije esta mañana que somos un país sensato que no mata niños. Cuando los ministros de este gobierno celebran la muerte y el hambre de niños, debemos decirlo. Me refería únicamente al gobierno más fallido de la historia de Israel, no a las Fuerzas de Defensa de Israel (FDI). Nuestra misión es garantizar que Israel siga siendo un país sensato que no mate niños ni por afición ni por política.

Unos días después, el 23 de mayo, el ministro de Defensa de Israel, Israel Katz, ordenó al Ejército que no llame nunca a servir como reservista a Golan, así, afirmó que tendrá prohibido desde ahora vestir de uniforme y entrar en bases militares. Por su parte Golan recordó que «la última vez que vistió el uniforme de las FDI fue el 7 de octubre. Fui al sur para rescatar a civiles tras el horrible fallo de seguridad de su Gobierno» y que «prometo que seguiré haciendo todo lo posible por Israel y su seguridad, y estoy seguro de que usted seguirá adulando a Netanyahu y su máquina de veneno».

## Educación y vida personal
Está casado con Ruthie, es padre de cinco hijos y reside en Rosh HaAyin. Tiene una licenciatura en ciencias políticas de la Universidad de Tel Aviv y una maestría en políticas de administración pública de la Universidad Harvard en Estados Unidos (programa conjunto de la Fundación Wexner y la Escuela de Gobierno Kennedy).